# Hành tinh lùn

Hình vẽ Sao Diêm Vương (đằng sau) và vệ tinh tự nhiên Charon (đằng trước). Tuy đã từng được coi là một hành tinh từ năm 1930, đến năm 2006 Sao Diêm Vương đã bị xếp loại lại là một hành tinh lùn.

Hành tinh lùn là các thiên thể quay quanh Mặt Trời có khối lượng hành tinh nhưng nhỏ hơn tám hành tinh chính thức của Thái Dương hệ. Đây là một khái niệm trong việc phân loại các thiên thể trong Hệ Mặt Trời được Hiệp hội Thiên văn Quốc tế công bố vào ngày 24 tháng 8 năm 2006. Theo đó, các hành tinh lùn:
- Có quỹ đạo quanh Mặt Trời
- Có khối lượng đủ lớn để trọng trường của chính nó thắng lực vật rắn, tạo nên hình dạng cân bằng thủy tĩnh (gần hình cầu)
- Có những vật thể khác nằm trên quỹ đạo chưa được dọn sạch
- Không phải là vệ tinh tự nhiên của một hành tinh, hay các vật thể khác trong hệ Mặt Trời.

Cũng theo định nghĩa này, mọi vật thể trong hệ Mặt Trời (ngoại trừ Mặt Trời) được phân vào một trong ba thể loại là hành tinh, hành tinh lùn và vật thể nhỏ trong Hệ Mặt Trời. Theo cách phân loại mới này, Sao Diêm Vương không còn là một hành tinh mà là một hành tinh lùn. Bên cạnh đó, trong số các tiểu hành tinh, Ceres nay là một hành tinh lùn; trong khi đa số các tiểu hành tinh còn lại như Vesta nay là thiên thể nhỏ trong Hệ Mặt Trời. Nhiều sách báo của Việt Nam dịch không đúng thuật ngữ "hành tinh lùn" từ tiếng Anh khi gọi đây là "tiểu hành tinh", một thuật ngữ đã được dùng từ lâu để dịch từ asteroid (hoặc minor planet) trong tiếng Anh.

## Danh sách các hành tinh lùn trong Hệ Mặt Trời
Theo thứ tự tăng dần khoảng cách đến Mặt Trời, các vật thể nhìn chung được các nhà thiên văn học đồng thuận là hành tinh lùn gồm Ceres, Orcus, Sao Diêm Vương, Haumea, Quaoar, Makemake, Gonggong, Eris và Sedna.

## Vệ tinh tự nhiên của các hành tinh lùn

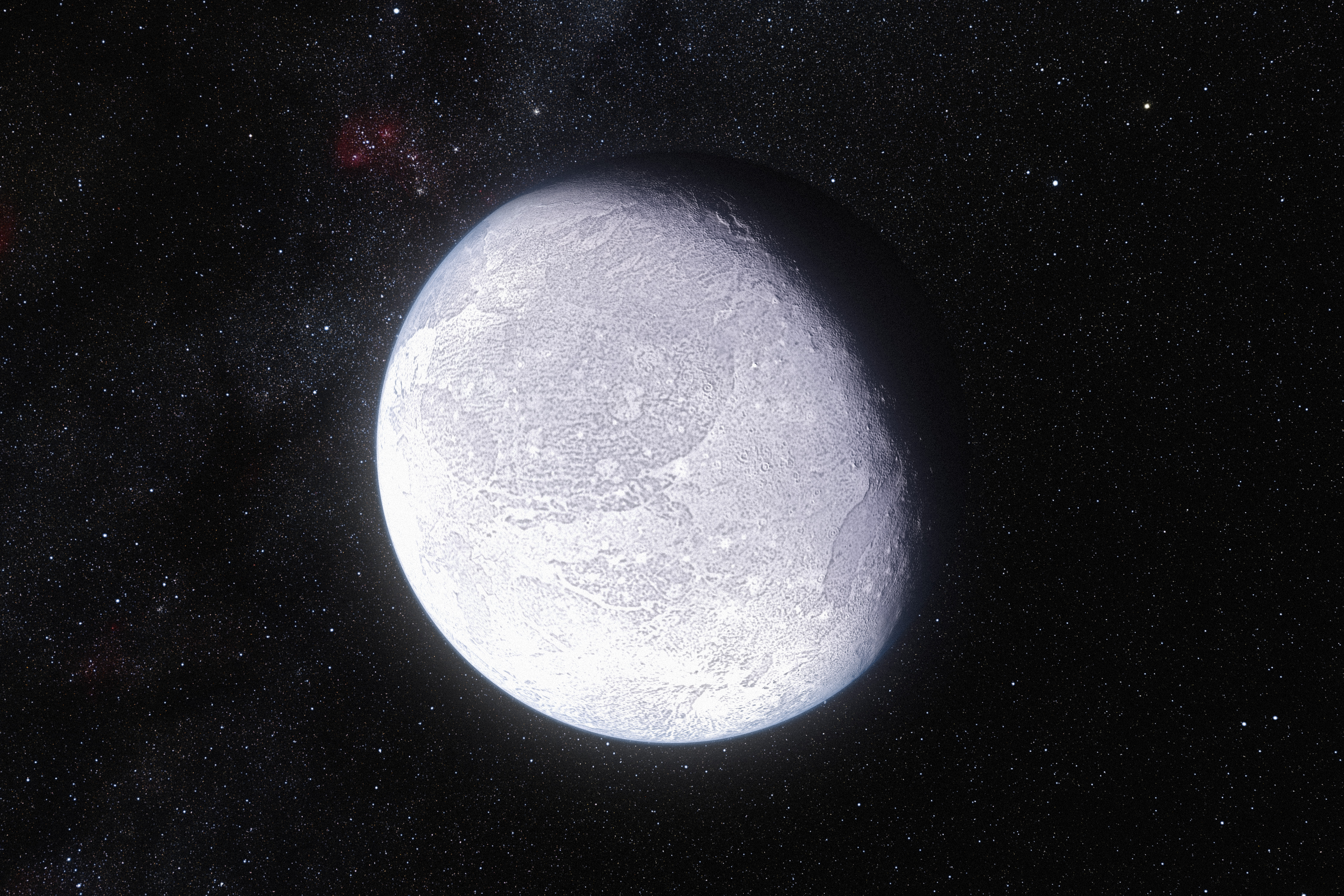
Eris và vệ tinh Dysnomia của nó.

Các hành tinh lùn cũng có vệ tinh tự nhiên. Trong số chúng, Sao Diêm Vương có 5 vệ tinh là Charon, Nix, Hydra, Styx và Kerberos. Một số hành tinh lùn khác như Eris, Haumea hay Quaoar cũng có chúng. Một thiên thể khác là S/2015 (136472) 1 của Makemake cũng là một vệ tinh tự nhiên của hành tinh lùn này.

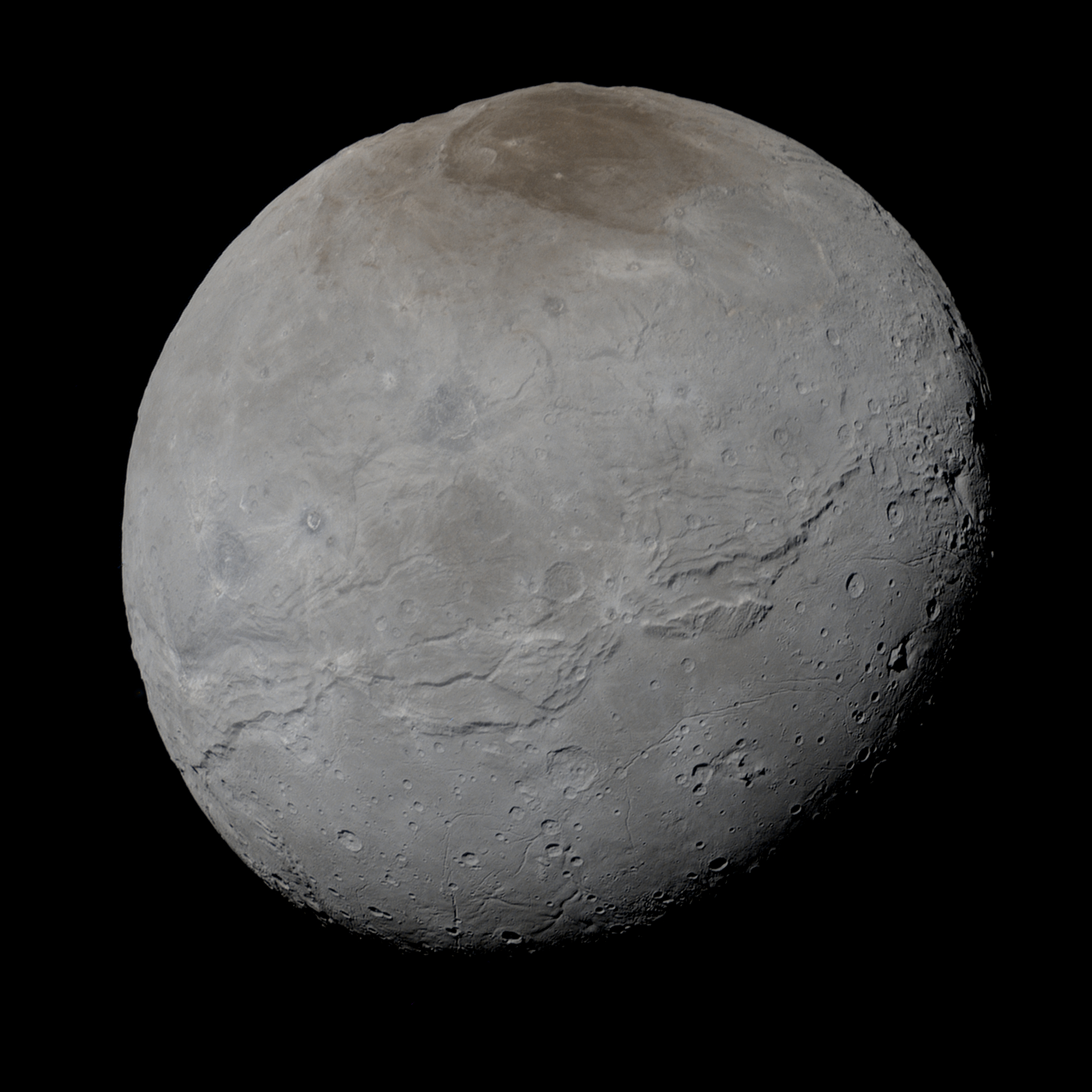
Charon, vệ tinh lớn nhất của Diêm Vương Tinh.